# 眠狂四郎殺法帖
『眠狂四郎殺法帖』（ねむりきょうしろうさっぽうちょう）は、1963年公開の日本映画。田中徳三監督、市川雷蔵主演による時代劇。市川雷蔵による眠狂四郎シリーズの第1作目である。

## 概要
田中徳三監督が雷蔵と眠狂四郎を映像化する事を望んだことで、映像化の話が進んだものの、当初、原作者の柴田錬三郎は映像化の許可を渋っていたが、雷蔵が柴田を訪ね、刀で円月殺法のデモンストレーションをして見せるとようやく映像化を許可したと言う。
しかし第1作目は失敗作と大映は結論付け、試写を見た市川自身もまた「小説の狂四郎という人物の特徴であるはずの空虚間、虚無感や孤独感が無く、逆に何だか明るくて健康な人物にさえ見える。これまで自分が映画の中で醸し出してきたはずの虚無感や孤独感が自分の中から消えてしまっている。」とし、その理由を「結婚をしたことの幸せな状態や安心感が出てしまった」からであろうとした。そして「次回狂四郎を演じる時には、小説の狂四郎の様に虚無感や孤独感のある人物として写る様に、狂四郎役にアプローチしたい」と話していた。

## あらすじ
ある日眠狂四郎を加賀前田藩に仕える千佐という女が訪ねてくる。中国人の陳孫という男が自分の命を狙っているので助けて欲しいと言うのだ。仕方なく頼みを聞きいれることにするが、陳孫は狂四郎に千佐は前田藩の間者であるという驚くべき事実を話す。前田藩主は豪商銭屋と癒着した密貿易で大金を儲けていた。前田藩は幕府がその事を知ることを恐れ銭屋一家を謀殺したのだ。銭屋とゆかりのある陳孫をも謀殺すべく前田藩は狂四郎のもとに千佐を遣わした。そのことを知った狂四郎は江戸を離れて金沢へと向かう。

## キャスト
- 市川雷蔵: 眠狂四郎
- 中村玉緒 : 千佐
- 小林勝彦 : 金八
- 扇町景子 : 芸者歌吉
- 真城千都世 : 常盤津文字若
- 沢村宗之助 : 前田宰相斉泰
- 高見国一 : 捨丸
- 荒木忍 : 僧空然
- 南部彰三 : 窯元蔵六
- 美吉かほる : お美代の方
- 橘公子 : 	船宿の女将
- 藤川準 : 無頼漢
- 志賀明 : 無頼漢
- 滝川潔 : 江戸の若い衆
- 大杉潤 : 無頼漢
- 西岡弘善  : 無頼漢
- 布目真爾 : 江戸の若い衆
- 黒木英男 : 無頼漢
- 伊達三郎 : 銭屋五兵衛
- 木村玄 : 根来竜雲
- 城健三郎 : 陳孫

## スタッフ
- 原作：柴田錬三郎
- 監督：田中徳三
- 脚色：星川清司
- 音楽：小杉太一郎
- 企画：辻久一
- 撮影：牧浦地志
- 美術：内藤昭
- 照明：中岡源権
- 録音：奥村雅弘
- 編集：山田弘
- スチール：藤岡輝夫

## 主題歌
- 『眠狂四郎の唄』（歌：村田英雄）
  - 作詞：野村俊夫、作曲・編曲：山路進一

## 併映作品
- 『巨人 大隈重信』 : 三隅研次監督

## 市川雷蔵主演 眠狂四郎シリーズ
- 眠狂四郎殺法帖（1963年11月2日公開) 監督：田中徳三
- 眠狂四郎勝負（1964年1月9日公開）監督：三隅研次
- 眠狂四郎円月斬り（1964年5月23日公開）監督：安田公義
- 眠狂四郎女妖剣（1964年10月17日公開）監督：池広一夫
- 眠狂四郎炎情剣（1965年1月13日公開）監督：三隅研次
- 眠狂四郎魔性剣（1965年5月1日公開）監督：安田公義
- 眠狂四郎多情剣（1966年3月12日公開）監督：井上昭
- 眠狂四郎無頼剣（1966年11月9日公開）監督：三隅研次
- 眠狂四郎無頼控 魔性の肌（1967年7月15日公開）監督：池広一夫
- 眠狂四郎女地獄（1968年1月13日公開）監督：田中徳三
- 眠狂四郎人肌蜘蛛（1968年5月1日公開）監督：安田公義
- 眠狂四郎悪女狩り（1969年1月11日公開）監督：池広一夫